# Gordon Onslow Ford
Gordon Onslow Ford, né le 26 décembre 1912 à Wendover et mort le 9 novembre 2003 à Inverness en Californie, est un peintre, aquarelliste et dessinateur.

## Biographie
Gordon Onslow Ford naît en 1912 à Wendover. Il fréquente le Royal Naval College à Dartmouth avant de servir pendant plusieurs années comme officier de marine. En 1937, il démissionne et s'installe à Paris pour devenir artiste, malgré l'absence de formation formelle. Il y travaille brièvement avec André L'Hote et Fernand Léger, mais se lie d'amitié avec des surréalistes, notamment Roberto Matta. Développant leurs premières œuvres en même temps que l'admiration pour les peintures d'Yves Tanguy, ils tentent d'incorporer des impulsions visionnaires dans leur art. En 1940, Onslow Ford se rend à New York, où, au début de l'année suivante, ses conférences articulées sur le surréalisme à la New School for Social Research (maintenant New School) font vibrer certains des futurs expressionnistes abstraits et autres jeunes Américains. Plus tard en 1941, il s'installe au Mexique, où il rencontre le visionnaire abstrait autrichien Wolfgang Paalen. En 1947, il précède son associé à San Francisco, où les deux artistes, avec Lee Mullican, fondent le mouvement Dynaton. Onslow Ford devient citoyen américain et, dans les années 1950, s'établit à Inverness, en Californie, dans une réserve naturelle côtière près de Point Reyes. Il meurt le 9 novembre 2003 à Inverness.

## Œuvre
Au moment de sa mort à son domicile, il figurait parmi les derniers du groupe surréaliste parisien qu'il rejoint en 1938. Alors qu'il était encore à Paris avant la Seconde Guerre mondiale, Onslow Ford a mis au point une technique appelée coulage, anticipant la méthode rendue célèbre par Jackson Pollock. En laissant couler librement la peinture émaillée sur une toile, il profite des effets du hasard si admirés par les surréalistes dans leur quête de procédés automatiques qui peuvent puiser dans l'inconscient. Parfois, il superposait des lignes et des formes géométriques sur des formes fluides et indéterminées pour apporter ordre et stabilité à la toile. Au cours des mêmes années, il a également produit des paysages regorgeant de formes biomorphiques. Les peintures de ce type, finement élaborées, incorporant souvent des symboles cryptiques, ont continué à évoluer pendant un certain temps par la suite. En Californie, il poursuit sa quête pour représenter un monde intérieur en harmonie avec la nature en imaginant des éthers ineffables soutenant des formes abstraites et des points de lumière flottants.

## Expositions
- 1940 : Karl Nierendorf, New York[3]
- 1948 : Musée de San Francisco[3]
- 1985 : Samy Fringe, Paris[3]